# Prignano Cilento
Prignano Cilento è un comune italiano di 1 081 abitanti della provincia di Salerno in Campania.

## Geografia fisica

### Territorio
- Classificazione sismica: zona 3 (sismicità bassa), Ordinanza PCM. 3274 del 20/03/2003.

### Clima
La stazione meteorologica più vicina è quella di Capaccio. In base alla media trentennale di riferimento 1961-1990, la temperatura media del mese più freddo, gennaio, si attesta a +6,8 °C; quella del mese più caldo, agosto, è di +24,4 °C.
| CAPACCIO           | Mesi | Mesi | Mesi | Mesi | Mesi | Mesi | Mesi | Mesi | Mesi | Mesi | Mesi | Mesi | Stagioni | Stagioni | Stagioni | Stagioni | Anno |
| CAPACCIO           | Gen  | Feb  | Mar  | Apr  | Mag  | Giu  | Lug  | Ago  | Set  | Ott  | Nov  | Dic  | Inv      | Pri      | Est      | Aut      | Anno |
| ------------------ | ---- | ---- | ---- | ---- | ---- | ---- | ---- | ---- | ---- | ---- | ---- | ---- | -------- | -------- | -------- | -------- | ---- |
| T. max. media (°C) | 9,9  | 9,9  | 12,6 | 16,0 | 19,8 | 24,3 | 28,7 | 29,2 | 25,4 | 20,9 | 15,8 | 12,0 | 10,6     | 16,1     | 27,4     | 20,7     | 18,7 |
| T. min. media (°C) | 3,7  | 4,0  | 5,7  | 8,6  | 11,7 | 15,6 | 19,1 | 19,6 | 16,5 | 13,0 | 9,1  | 5,9  | 4,5      | 8,7      | 18,1     | 12,9     | 11,0 |

## Storia
Sull'origine del nome esistono diverse tesi. Secondo il Ventimiglia, il nome Prignano deriverebbe dall'abbondanza di alberi di pero nel territorio circostante. Tale interpretazione sarebbe confermata dal frequente ricorrere di elementi naturali in toponimi di località vicine (Melito, Ogliastro, Cicerale). Una seconda tesi ritiene che l'attuale nome derivi dal latino praedium, ovvero “fondo” o “podere”. Sulla base della medesima radice praedium, vi è anche chi ha sostenuto che il nome Prignano derivi dal latino Pliniarum, ovvero “fondo di Plinio”. L'accertata presenza di Plinio il Vecchio in Campania ha fatto così congetturare che egli possedesse un podere proprio nel territorio oggi denominato Prignano.
Secondo quanto riportato da Pietro Ebner, la prima notizia che si ha del villaggio è contenuta in un atto di vendita del 1070, conservato presso l'Archivio dell'Abbazia di Cava. Prignano è poi ricompreso tra i territori restituiti nel 1276 da Carlo II d'Angiò alla famiglia Sanseverino. Successivamente, il feudo venne ceduto da quest'ultima ad Antonello Prignano, il cui nipote Fabio lo alienò nel 1458 a Prospero Lanara. A seguito di altri passaggi, il feudo, comprensivo dei villaggi di Melito e di Poglisi (oggi scomparso), venne acquistato nel 1564 dal poeta napoletano Bernardino Rota. Nel 1649 passò a Pietro Brandolino, che nel 1701 lo cedette a Tommaso Cardone, di origine spagnola, che vi ebbe il titolo di marchese. La famiglia Cardone risulta infatti iscritta nel Libro d'oro della nobiltà italiana (1933) col titolo di Marchese di Melito e del Predicato di Prignano.
Dal 1811 al 1860 ha fatto parte del circondario di Torchiara, appartenente al Distretto di Vallo del Regno delle Due Sicilie. Dal 1860 al 1927, durante il Regno d'Italia ha fatto parte del mandamento di Torchiara, appartenente al Circondario di Vallo della Lucania.

## Monumenti e luoghi d'interesse

### Architetture religiose

#### Chiesa di San Nicola di Bari
La Chiesa madre di Prignano è dedicata a San Nicola di Bari; risulta edificata prima del XIII secolo, anche se la struttura attuale è frutto di vari rimaneggiamenti e restauri succedutisi nei secoli.  In corrispondenza della navata di sinistra si eleva la robusta torre campanaria in pietra locale, a tre piani con archi a tutto sesto. La facciata è a capanna, con due portali ed un dipinto nel timpano raffigurante il Santo. L'interno è a tre navate, con l'aula centrale separata dalla zona absidale da un arco a tutto sesto. La volta è a botte, ripartita in riquadri dipinti, con al centro un affresco che rappresenta un miracolo del Santo.  In testa alle navate laterali sono collocate alcune tele, tra cui un “Mistico sposalizio di Santa Caterina con Gesù” (XVII secolo), proveniente dalla cappella di Melito.

#### Cappella di Sant'Antonio da Padova
Situata su Corso Garibaldi, poco prima della fine dell'abitato, la cappella è ciò che rimane di un antico convento dei Padri Agostiniani, soppresso da Papa Innocenzo X con bolla del 22 ottobre 1652.

#### Altre chiese
Le altre chiese del Comune si trovano nelle frazioni. A Melito è la Cappella di Santa Caterina d'Alessandria; a San Giuliano la Cappella dedicata a San Biagio;nel centro storico c'è quella dedicata a Sant'Antonio da Padova, infine, all'interno del cimitero è la Chiesa dei Santi Cosma e Damiano.

### Architetture civili

#### Oasi del Fiume Alento
L'Oasi del Fiume Alento è un'area protetta istituita allo scopo di salvaguardare le aree naturali, gli habitat e le tipologie forestali del bacino del Fiume Alento. Rientra tra le aree SIC, in quanto Sito di interesse comunitario. Nel 1994 è stata ultimata la diga, che regola il corso del fiume e che è sita all'interno dell'oasi. La Diga Alento appartiene alla tipologia delle dighe in terra, cioè costruite in materiali sciolti, con un paramento bituminoso a monte che impedisce la filtrazione dell'acqua trattenuta nell'invaso. Il paramento di valle è ricoperto da una coltre erbosa che mitiga l'impatto ambientale favorendo l'inserimento dell'opera ingegneristica nel territorio circostante. Il complesso della diga, inoltre, ospita una serie di strutture collegate, tra le quali una centrale idroelettrica, un impianto di potabilizzazione e un centro per il monitoraggio delle dighe tramite rilevamento satellitare.

#### Palazzo marchesale Cardone
Situato in Piazza del Plebiscito, di fronte alla Chiesa di San Nicola di Bari, è di proprietà dei Marchesi Cardone, ultimi feudatari di Prignano (dal 1701 fino all'abolizione del regime feudale). È costituito da quattro ali intorno ad un cortile centrale. La facciata è caratterizzata da una robusta torre cilindrica merlata, elemento di sicura originalità, in quanto non rinvenibile in altri palazzi coevi che costellano il territorio del Cilento. Il palazzo è di proprietà privata e non è visitabile. È ancora oggi nel libro d'oro della nobiltà Italiana come Marchese di Prignano Cilento.

## Società

### Evoluzione demografica
Abitanti censiti

## Cultura

### Eventi

#### L'Opera dei Turchi
Si tratta di una rappresentazione teatrale in costume, divisa in due atti, che rievoca due miracoli attribuiti a San Nicola di Bari dall'agiografia ufficiale. La manifestazione si svolge in Piazza del Plebiscito il Lunedì dell'Angelo. Nel primo atto viene ricordato il miracoloso salvataggio di Diodato, un adolescente cristiano rapito dai Saraceni e da questi ridotto in schiavitù. Il giovane viene liberato dal Santo, che, impietosito dalla sua miserevole condizione, invia un angelo in suo soccorso. Nella rappresentazione l'angelo è un bambino vestito di bianco, che,  appeso con un robusto gancio ad una carrucola che scorre su una fune, “vola” letteralmente dal campanile della Chiesa madre fino al palco dove si trova la tavolata dei Turchi. Diodato si aggrappa all'angelo e viene portato via. Nella seconda scena San Nicola si reca presso un'osteria per rifocillarsi dopo un lungo viaggio. L'oste è un orco senza scrupoli, che dà in pasto ai suoi avventori carne di bambini rapiti ed uccisi. Nicola, però, consapevole dell'abominevole inganno, ordina all'oste di mostrargli il tino dove viene conservata la carne. Non appena la botte viene scoperchiata, quattro bambini escono fuori, vivi e vegeti, ringraziando Nicola, che li aveva resuscitati con la forza della preghiera. La rappresentazione si conclude con la condanna a morte del criminale, portato via dal capitano delle guardie e fucilato.

## Geografia antropica

### Frazioni

#### Poglisi (o Puglisi)
Il villaggio, oggi scomparso, si trovava nell'area ove è sito il moderno cimitero. Di esso rimane solamente la Chiesa dei Santi Cosma e Damiano, edificata prima del XIV secolo. Non si conoscono con esattezza le ragioni per le quali il villaggio è stato progressivamente abbandonato, fino a scomparire. Ad avviso di Pietro Ebner, che ne attesta l'esistenza almeno fino al 1583, il casale potrebbe essere stato abbandonato a causa dei frequenti attacchi dei Turchi. Risulta infatti documentato che nel 1563 gli abitanti di Poglisi accorsero in aiuto della popolazione di Torchiara proprio per respingere gli invasori.

#### San Giuliano
La frazione è situata sulla strada che porta ad Ogliastro Cilento. Avendo perso la sua antica fisionomia, oggi è di fatto unita al capoluogo. Qui si trova la Cappella dedicata a San Biagio, la cui presenza è attestata già nel XIV secolo.

## Infrastrutture e trasporti

### Strade
- Strada statale 18 Tirrena Inferiore.
- Strada provinciale 45 Agropoli-S.Cosma-Innesto SS 18.
- Strada provinciale 113 Prignano Cilento-San Giuliano-Innesto SS 18.
- Strada provinciale 159/b Svincolo Cicerale-Innesto SP 430 (Diga Alento).
- Strada provinciale 430/a Innesto SS 18 (Paestum)-Agropoli Nord-Agropoli Sud-Prignano Cilento-Perito-Omignano (loc. Ponti Rossi)-Vallo Scalo.
- Strada provinciale 241 Innesto SS 18-Melito.

## Amministrazione

### Sindaci
| Periodo        | Periodo        | Primo cittadino    | Partito                                 | Carica                    | Note |
| -------------- | -------------- | ------------------ | --------------------------------------- | ------------------------- | ---- |
| 23 aprile 1995 | 13 giugno 1999 | Gaetano Cantalupo  | centro-sinistra                         | Sindaco                   |      |
| 13 giugno 1999 | 12 giugno 2004 | Sabato Vecchio     | centro                                  | Sindaco                   |      |
| 13 giugno 2004 | 6 giugno 2009  | Sabato Vecchio     | lista civica                            | Sindaco                   |      |
| 7 giugno 2009  | 27 maggio 2011 | Antonella Cataneo  | lista civica                            | Sindaca                   |      |
| 27 maggio 2011 | 6 maggio 2012  | Marisa Di Vito     | -                                       | commissario straordinario |      |
| 7 maggio 2012  | 12 giugno 2022 | Giovanni Cantalupo | lista civica Insieme per il Bene Comune | Sindaco                   |      |
| 13 giugno 2022 | in carica      | Michele Chirico    | lista civica Chirico Michele Sindaco    | Sindaco                   |      |

### Altre informazioni amministrative
Il comune fa parte della Comunità montana Alento-Monte Stella e dell'Unione dei comuni Alto Cilento.
Le competenze in materia di difesa del suolo sono delegate dalla Campania all'Autorità di bacino regionale Sinistra Sele.

## Galleria d'immagini

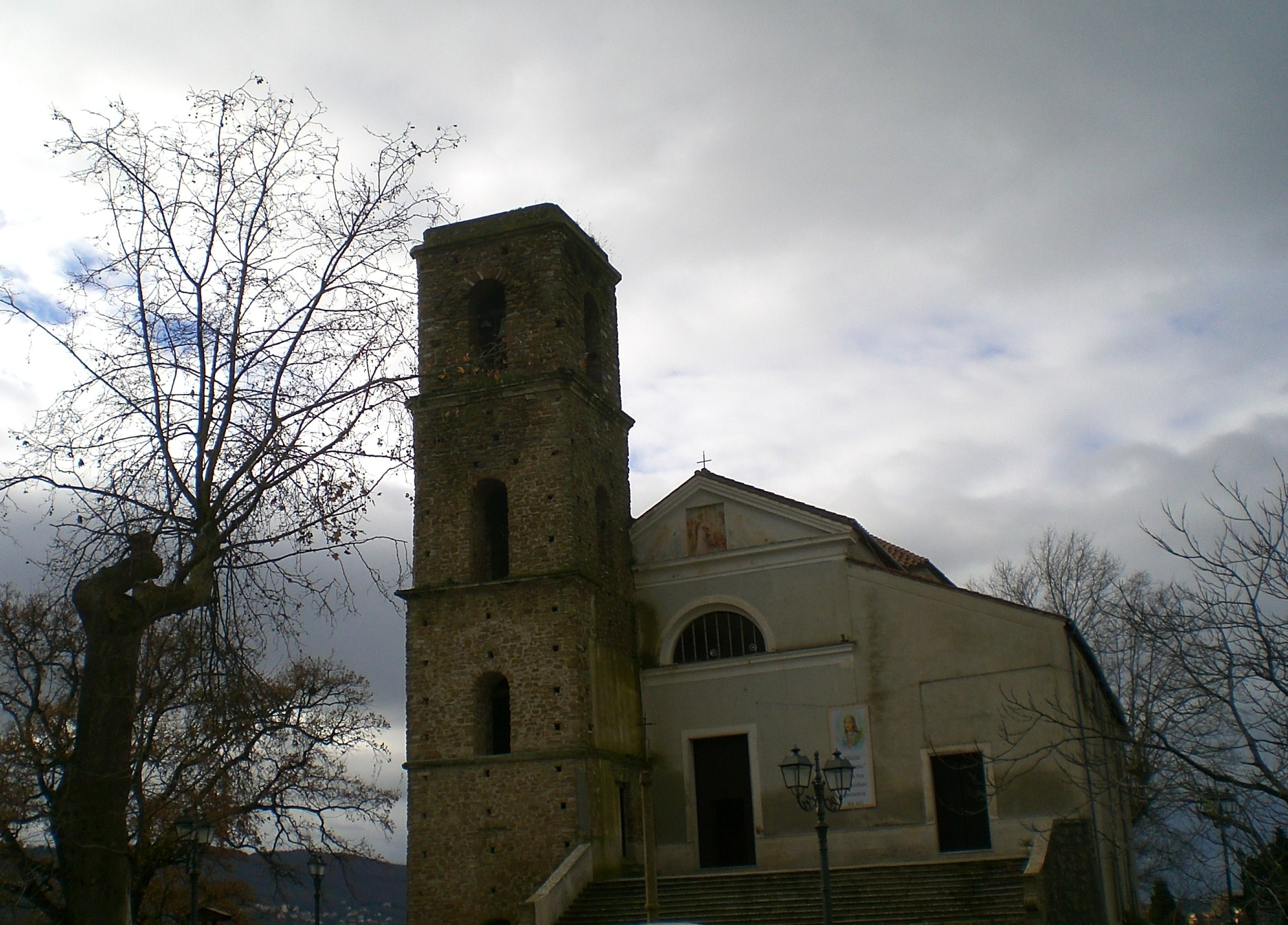
Chiesa parrocchiale di San Nicola di Bari.
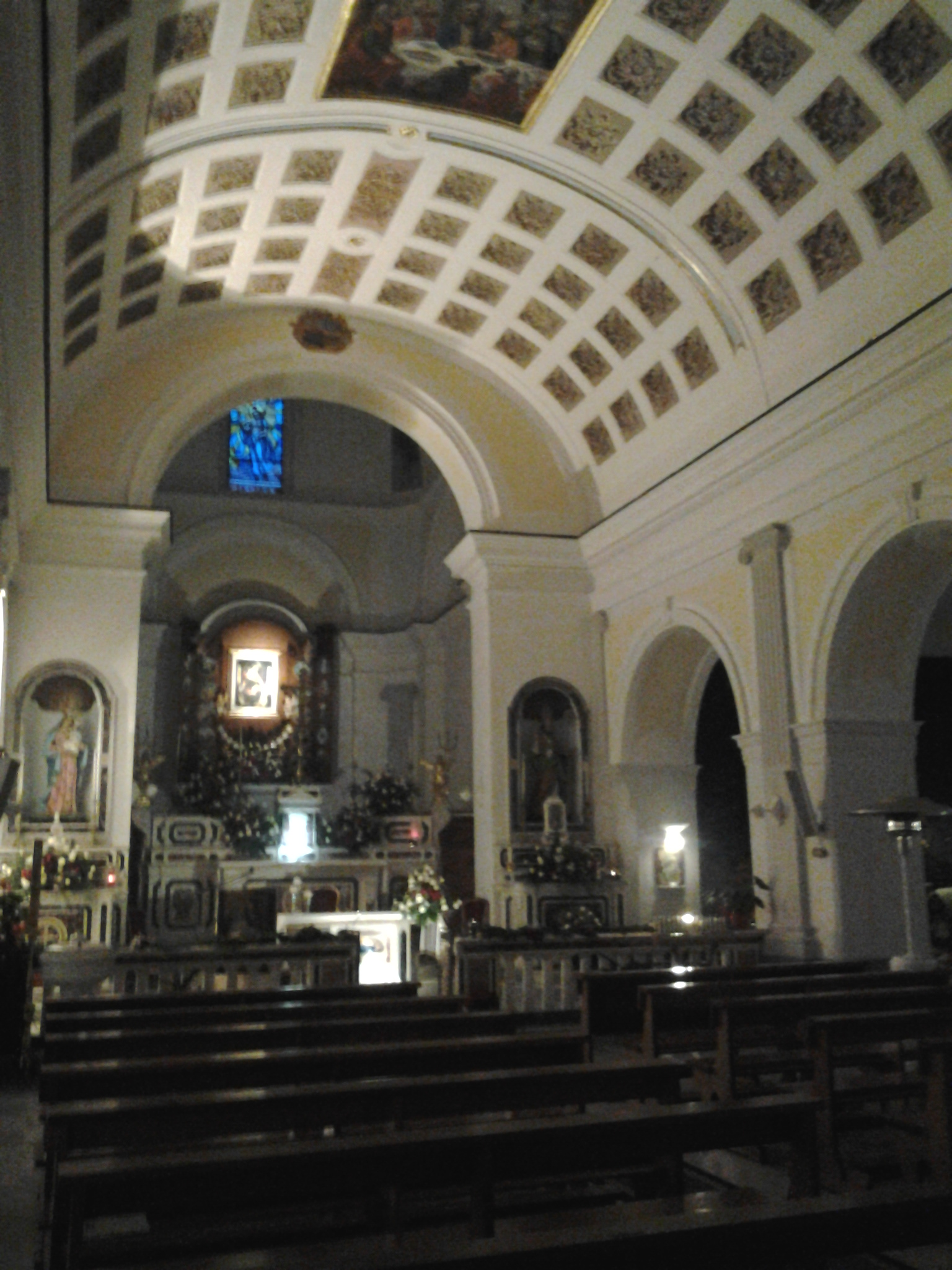
Interno della Chiesa parrocchiale di San Nicola di Bari.
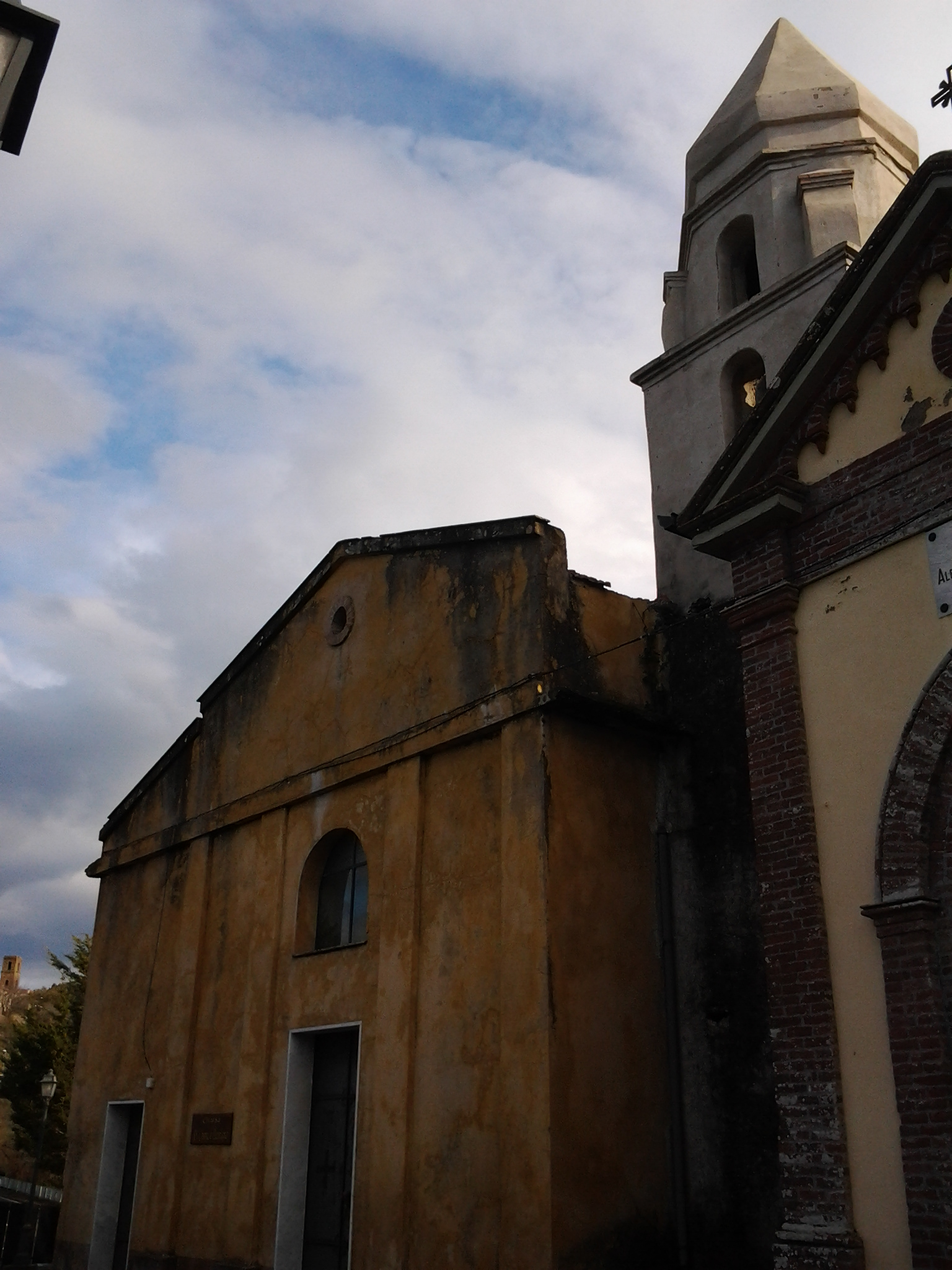
Esterno della Chiesa dei Santi Cosma e Damiano.
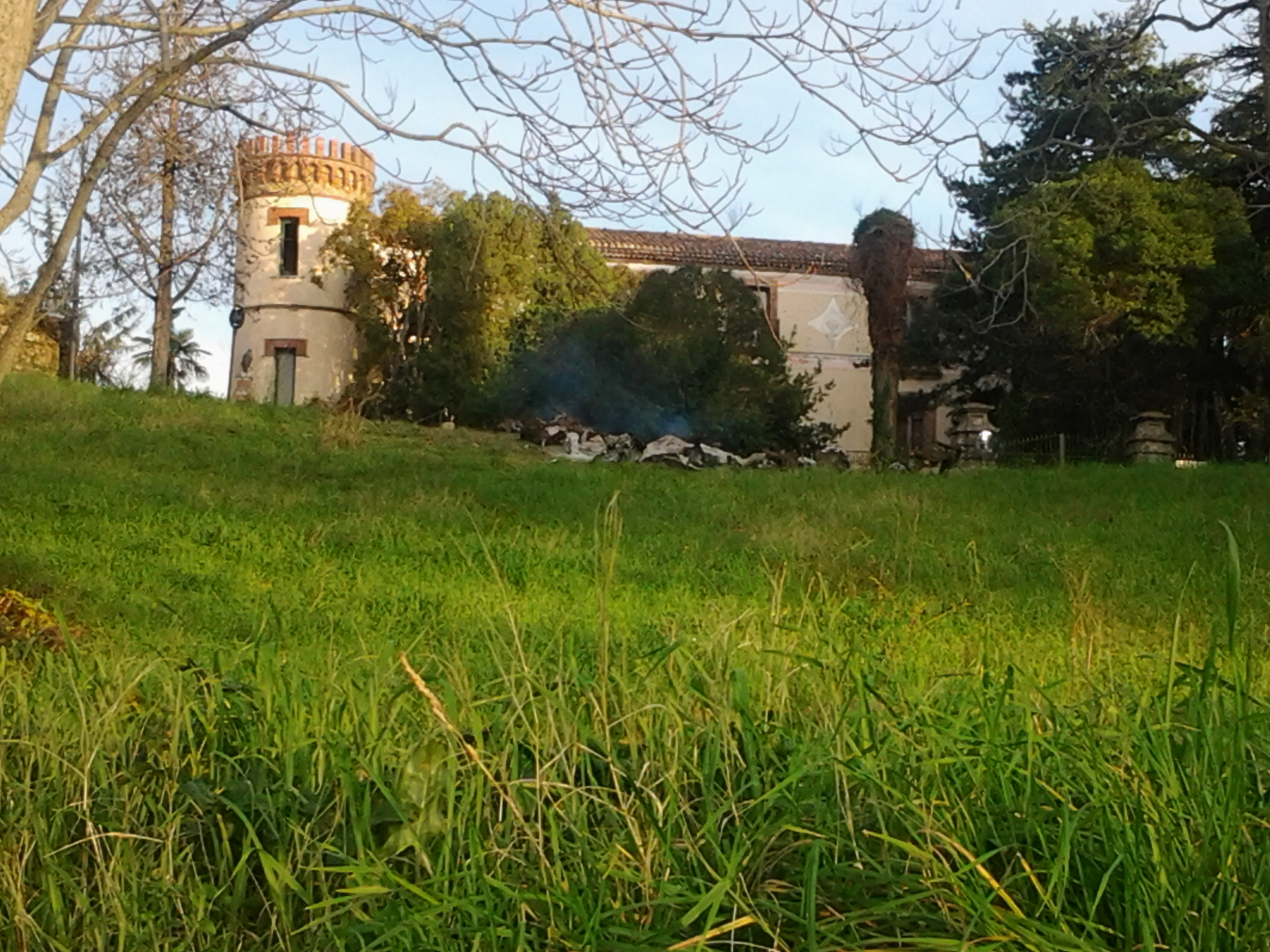
Scorcio del Palazzo dei Marchesi Cardone.